# Olympische Sommerspiele 2024/Rugby – Frauen
Das olympische Frauenturnier im Siebener-Rugby bei den Olympischen Spielen 2024 wurde vom 28. bis 30. Juli ausgetragen. Insgesamt nahmen zwölf Teams teil. Austragungsort war das Stade de France in Saint-Denis. Das Turnier gewann das neuseeländische Team, das sich im Finale gegen die Kanadierinnen durchsetzte; die Bronzemedaille ging an die USA.

## Qualifikation
Qualifiziert haben sich folgende Mannschaften:
| Qualifikationswettbewerb                           | Datum                           | Ort               | Plätze | Qualifizierte Teams |
| -------------------------------------------------- | ------------------------------- | ----------------- | ------ | ------------------- |
| Gastgeber                                          | —                               | —                 | 1      | Frankreich          |
| World Rugby Sevens Series 2022/23                  | 4. November 2022 – 14. Mai 2023 | verschiedene Orte | 4      | Neuseeland          |
| World Rugby Sevens Series 2022/23                  | 4. November 2022 – 14. Mai 2023 | verschiedene Orte | 4      | Australien          |
| World Rugby Sevens Series 2022/23                  | 4. November 2022 – 14. Mai 2023 | verschiedene Orte | 4      | Vereinigte Staaten  |
| World Rugby Sevens Series 2022/23                  | 4. November 2022 – 14. Mai 2023 | verschiedene Orte | 4      | Irland              |
| Südamerikanisches Qualifikationsturnier            | 17.–18. Juni 2023               | Montevideo        | 1      | Brasilien           |
| 7er-Rugby bei den Europaspielen 2023               | 25.–30. Juni 2023               | Krakau            | 1      | Großbritannien      |
| 7er-Rugby-Nord- / Zentralamerikameisterschaft 2019 | 19.–20. August 2023             | Langford          | 1      | Kanada              |
| 7er-Rugby-Afrikameisterschaft 2023                 | 14.–15. Oktober 2023            | Harare            | 1      | Südafrika           |
| Asiatisches Qualifikationsturnier                  | 18.–19. November 2023           | Osaka             | 1      | Japan               |
| 7er-Rugby-Ozeanienmeisterschaft 2023               | 10.–12. November 2023           | Brisbane          | 1      | Fidschi             |
| Olympisches Qualifikationsturnier                  | 21.–28. Juni 2024               | Monaco            | 1      | China               |
| Gesamt                                             | Gesamt                          | Gesamt            | 12     | 12                  |

## Spielplan

### Vorrunde
Die Erst- und Zweitplatzierten jeder Gruppe qualifizierten sich direkt für das Viertelfinale. Des Weiteren qualifizierten sich die zwei besten Gruppendritten ebenfalls für das Viertelfinale.

#### Gruppe A
| Pl. | Mannschaft | S | U | N | Ergb.  | Diff. | Pkt. |
| --- | ---------- | - | - | - | ------ | ----- | ---- |
| 1.  | Neuseeland | 3 | 0 | 0 | 114:19 | + 95  | 9    |
| 2.  | Kanada     | 2 | 0 | 1 | 50:64  | − 14  | 7    |
| 3.  | China      | 1 | 0 | 2 | 62:81  | − 19  | 5    |
| 4.  | Fidschi    | 0 | 0 | 3 | 33:95  | − 62  | 3    |

| 28. Juli 2024 17:30 Uhr | Fidschi                                                                                  | 14 : 17        | Kanada                                                                                    | Stade de France, Paris Schiedsrichter: Craig Chan (Hongkong) |
| 28. Juli 2024 17:30 Uhr | Versuche: Rokotuisiga 9. erh. Likuceva 15. erh. Erhöhungen: Naimasi (1/1) Ulunisau (1/1) | (0:12) Bericht | Versuche: Symonds 4. erh. Williams 6. n.erh. Wardley 12. n.erh. Erhöhungen: Daniels (1/3) | Stade de France, Paris Schiedsrichter: Craig Chan (Hongkong) |

| 28. Juli 2024 18:00 Uhr | Neuseeland | 43 : 5         | China                    | Stade de France, Paris Schiedsrichter: Ano Kuwai (Japan) |
| 28. Juli 2024 18:00 Uhr | Versuche: Blyde (4) 2. n.erh., 4. erh., 6. n.erh., 8. erh. Waaka (2) 7. n.erh., 12. erh. Hirini 15. erh. Erhöhungen: Pouri-Lane (2/5) King | (22:0) Bericht | Versuche: Liu 11. n.erh. | Stade de France, Paris Schiedsrichter: Ano Kuwai (Japan) |

| 28. Juli 2024 21:00 Uhr | Fidschi                                                               | 12 : 40        | China | Stade de France, Paris Schiedsrichter: Maggie Cogger-Orr (Neuseeland) |
| 28. Juli 2024 21:00 Uhr | Versuche: Nakoci 3. erh. Delaiwau 9. n.erh. Erhöhungen: Naimasi (1/2) | (7:19) Bericht | Versuche: Wang 1. n.erh. Yang 5. erh. Yan 7. erh. Chen 8. erh. Liu 11. erh. Dou 13. erh. Erhöhungen: Gu (4/4) Chen (1/1) | Stade de France, Paris Schiedsrichter: Maggie Cogger-Orr (Neuseeland) |

| 28. Juli 2024 21:30 Uhr | Neuseeland | 33 : 7         | Kanada                                                       | Stade de France, Paris Schiedsrichter: George Selwood (England) |
| 28. Juli 2024 21:30 Uhr | Versuche: Miller (2) 2. erh., 7. erh. Pouri-Lane 5. n.erh. Felix-Hotham 10. erh. Woodman-Wickliffe 13. erh. Erhöhungen: King (3/4) Nuku (1/1) | (19:7) Bericht | Versuche: Williams 4. erh. Erhöhungen: Hogan-Rochester (1/1) | Stade de France, Paris Schiedsrichter: George Selwood (England) |

| 29. Juli 2024 16:00 Uhr | Kanada | 26 : 17        | China                                                                       | Stade de France, Paris Schiedsrichter: Finlay Brown (Schottland) |
| 29. Juli 2024 16:00 Uhr | Versuche: Williams (2) 5. erh., 11. erh. Symonds 8. n.erh. Logan 14. n.erh. Erhöhungen: Apps (1/1) Daniels (2/3) | (14:7) Bericht | Versuche: Chen 3. erh. Liu 8. n.erh. Wang 17. n.erh. Erhöhungen: Chen (1/2) | Stade de France, Paris Schiedsrichter: Finlay Brown (Schottland) |

| 29. Juli 2024 16:30 Uhr | Neuseeland | 38 : 7         | Fidschi                                              | Stade de France, Paris Schiedsrichter: Kat Roche (USA) |
| 29. Juli 2024 16:30 Uhr | Versuche: Miller 1. erh. Felix-Hotham 5. erh. Waaka (2) 7. erh., 9. erh. Blyde 10. n.erh. Nuku 13. n.erh. Erhöhungen: Pouri-Lane (4/4) | (21:0) Bericht | Versuche: Buleki 14. erh. Erhöhungen: Ulunisau (1/1) | Stade de France, Paris Schiedsrichter: Kat Roche (USA) |

#### Gruppe B
| Pl. | Mannschaft     | S | U | N | Ergb. | Diff. | Pkt. |
| --- | -------------- | - | - | - | ----- | ----- | ---- |
| 1.  | Australien     | 3 | 0 | 0 | 89:24 | + 65  | 9    |
| 2.  | Großbritannien | 2 | 0 | 1 | 52:65 | − 13  | 7    |
| 3.  | Irland         | 1 | 0 | 2 | 64:40 | + 24  | 5    |
| 4.  | Südafrika      | 0 | 0 | 3 | 22:98 | − 76  | 3    |

| 28. Juli 2024 15:30 Uhr | Irland                                                                   | 12 : 21        | Großbritannien                                                                                   | Stade de France, Paris Schiedsrichter: Kat Roche (USA) |
| 28. Juli 2024 15:30 Uhr | Versuche: Murphy Crowe (2) 3. n.erh., 10. erh. Erhöhungen: Mulhall (1/2) | (12:7) Bericht | Versuche: Norman-Bell 4. erh. Joyce-Butchers 8. erh. Uren 10. erh. Erhöhungen: Norman-Bell (3/3) | Stade de France, Paris Schiedsrichter: Kat Roche (USA) |

| 28. Juli 2024 16:00 Uhr | Australien | 34 : 5         | Südafrika                 | Stade de France, Paris Schiedsrichter: Lavenia Rawaca (Fidschi) |
| 28. Juli 2024 16:00 Uhr | Versuche: M. Levi (4) 1. n.erh., 6. erh., 8. erh., 10. n.erh. Nathan 4. n.erh. T. Levi 8. n.erh. Erhöhungen: Hinds (2/6) | (24:0) Bericht | Versuche: Roos 16. n.erh. | Stade de France, Paris Schiedsrichter: Lavenia Rawaca (Fidschi) |

| 28. Juli 2024 19:00 Uhr | Irland | 38 : 0        | Südafrika | Stade de France, Paris Schiedsrichter: Talal Chaudhry (Kanada) |
| 28. Juli 2024 19:00 Uhr | Versuche: Parsons (2) 6. erh., 12. erh. Murphy Crowe 8. erh. Flood 10. erh. Elmes Kinlan 14. n.erh. Higgins 15. n.erh. Erhöhungen: Mulhall (1/1) Flood (3/3) | (7:0) Bericht |           | Stade de France, Paris Schiedsrichter: Talal Chaudhry (Kanada) |

| 28. Juli 2024 19:30 Uhr | Australien | 36 : 5         | Großbritannien             | Stade de France, Paris Schiedsrichter: Maria Latos (Deutschland) |
| 28. Juli 2024 19:30 Uhr | Versuche: M. Levi (4) 3. erh., 7. n.erh., 8. erh., 10. n.erh. Terita (2) 10. erh., 10. erh. T. Levi (2) 8. n.erh., 14. n.erh. Erhöhungen: Hinds (2/3) T. Levi (1/3) | (19:5) Bericht | Versuche: Cowell 2. n.erh. | Stade de France, Paris Schiedsrichter: Maria Latos (Deutschland) |

| 29. Juli 2024 14:00 Uhr | Großbritannien | 26 : 17        | Südafrika                                                                                     | Stade de France, Paris Schiedsrichter: Tyler Miller (Australien) |
| 29. Juli 2024 14:00 Uhr | Versuche: Crompton 8. erh. Norman-Bell 8. erh. Joyce-Butchers (2) 11. n.erh., 14. erh. Erhöhungen: Norman-Bell (3/3) | (7:12) Bericht | Versuche: Janse van Rensburg 1. erh. Roos 6. n.erh. Malinga 10. n.erh. Erhöhungen: Roos (1/3) | Stade de France, Paris Schiedsrichter: Tyler Miller (Australien) |

| 29. Juli 2024 14:30 Uhr | Australien                                                                                       | 19 : 14        | Irland                                                            | Stade de France, Paris Schiedsrichter: George Selwood (Selwood) |
| 29. Juli 2024 14:30 Uhr | Versuche: Nathan 1. erh. T. Levi 8. n.erh. M. Levi 9. erh. Erhöhungen: T. Levi (1/2) Hinds (1/1) | (12:7) Bericht | Versuche: Higgins (2) 6. erh., 14. erh. Erhöhungen: Higgins (2/2) | Stade de France, Paris Schiedsrichter: George Selwood (Selwood) |

#### Gruppe C
| Pl. | Mannschaft | S | U | N | Ergb.  | Diff. | Pkt. |
| --- | ---------- | - | - | - | ------ | ----- | ---- |
| 1.  | Frankreich | 3 | 0 | 0 | 106:14 | + 92  | 9    |
| 2.  | USA        | 2 | 0 | 1 | 74:43  | + 31  | 7    |
| 4.  | Japan      | 1 | 0 | 2 | 46:97  | − 51  | 5    |
| 3.  | Brasilien  | 0 | 0 | 3 | 17:89  | − 72  | 3    |

| 28. Juli 2024 16:30 Uhr | USA | 36 : 7         | Japan                                               | Stade de France, Paris Schiedsrichter: George Selwood (England) |
| 28. Juli 2024 16:30 Uhr | Versuche: Levy 3. n.erh. Kirshe (2) 4. erh., 6. n.erh. Sullivan 8. n.erh. Maher 9. erh. Sedrick 12. erh. Erhöhungen: Canett (3/6) | (22:7) Bericht | Versuche: Mizutani 2. erh. Erhöhungen: Utsumi (1/1) | Stade de France, Paris Schiedsrichter: George Selwood (England) |

| 28. Juli 2024 17:00 Uhr | Frankreich                                                                                        | 26 : 0         | Brasilien | Stade de France, Paris Schiedsrichter: Cisco Lopez (USA) |
| 28. Juli 2024 17:00 Uhr | Versuche: Grisez 3. erh. Pelle 5. erh. Okemba 8. n.erh. Jason 15. n.erh. Erhöhungen: Drouin (3/4) | (14:0) Bericht |           | Stade de France, Paris Schiedsrichter: Cisco Lopez (USA) |

| 28. Juli 2024 20:00 Uhr | USA | 24 : 5         | Brasilien                 | Stade de France, Paris Schiedsrichter: Tyler Miller (Australien) |
| 28. Juli 2024 20:00 Uhr | Versuche: Kelter 1. n.erh. Sullivan 8. erh. Maher 11. n.erh. Sedrick 15. erh. Erhöhungen: Kelter (2/3) | (12:5) Bericht | Versuche: Costa 6. n.erh. | Stade de France, Paris Schiedsrichter: Tyler Miller (Australien) |

| 28. Juli 2024 20:30 Uhr | Frankreich | 49 : 0         | Japan | Stade de France, Paris Schiedsrichter: Finlay Brown (Schottland) |
| 28. Juli 2024 20:30 Uhr | Versuche: Jason (3) 1. erh., 7. erh., 9. erh. Grassineau 3. erh. Drouin 5. erh. Ciofani 10. erh. Jacquet 13. erh. Erhöhungen: Drouin (7/7) | (28:0) Bericht |       | Stade de France, Paris Schiedsrichter: Finlay Brown (Schottland) |

| 29. Juli 2024 15:00 Uhr | Japan | 39 : 12        | Brasilien                                                                            | Stade de France, Paris Schiedsrichter: Maggie Cogger-Orr (Neuseeland) |
| 29. Juli 2024 15:00 Uhr | Versuche: Tsutsumi (2) 1. erh., 10. n.erh. Saegusa 4. erh. Utsumi 6. n.erh. Kajiki (2) 6. n.erh., 9. n.erh. Tanaka 14. n.erh. Erhöhungen: Nishi (1/2) Utsumi (1/1) | (24:5) Bericht | Versuche: da Silva Costa 7. erh. Lima 13. erh. Erhöhungen: Kochhann (1/1) Lima (1/1) | Stade de France, Paris Schiedsrichter: Maggie Cogger-Orr (Neuseeland) |

| 29. Juli 2024 15:30 Uhr | Frankreich | 31 : 14        | USA                                                                          | Stade de France, Paris Schiedsrichter: Craig Chan (Hongkong) |
| 29. Juli 2024 15:30 Uhr | Versuche: Okemba (4) 7. erh., 8. erh., 9. erh., 14. erh. Jacquet 11. erh. Erhöhungen: Drouin (2/4) Yengo (1/1) | (10:0) Bericht | Versuche: Maher 3. erh. Tapper 13. erh. Erhöhungen: Canett (1/1) Olsen (1/1) | Stade de France, Paris Schiedsrichter: Craig Chan (Hongkong) |

### Spiele um Platz 9 bis 12
|  | Platzierungsspiele um Platz 9 bis 12 | Platzierungsspiele um Platz 9 bis 12 |               |    | Spiel um Platz 9 | Spiel um Platz 9 |
|  |                                      |                                      |               |    |                  |                  |
|  | Japan                                | 15                                   |               |    |                  |                  |
|  | Südafrika                            | 12                                   |               |    |                  |                  |
|  | 29. Juli 2024                        |                                      |               |    |                  |                  |
|  |                                      |                                      | 30. Juli 2024 |    |                  |                  |
|  | Japan                                | 38                                   |               |    |                  |                  |
|  |                                      | Brasilien                            | 7             |    |                  |                  |
|  |                                      |                                      |               |    |                  |                  |
|  | Spiel um Platz 11                    |                                      |               |    |                  |                  |
|  | 29. Juli 2024                        | 29. Juli 2024                        | Südafrika     | 21 |                  |                  |
|  | Fidschi                              | 22                                   | Fidschi       | 15 |                  |                  |
|  | Brasilien                            | 28                                   |               |    | 30. Juli 2024    | 30. Juli 2024    |

#### Platzierungsspiele um Platz 9 bis 12
| 29. Juli 2024 20:00 Uhr | Japan                                                      | 15 : 12        | Südafrika                                                                  | Stade de France, Paris Schiedsrichter: Cisco Lopez (USA) |
| 29. Juli 2024 20:00 Uhr | Versuche: Hara 4. n.erh. Kajiki (2) 12. n.erh., 14. n.erh. | (5:12) Bericht | Versuche: Janse van Rensburg 1. n.erh. Roos 7. erh. Erhöhungen: Roos (1/2) | Stade de France, Paris Schiedsrichter: Cisco Lopez (USA) |

| 29. Juli 2024 20:30 Uhr | Fidschi                                                                                                  | 22 : 28         | Brasilien                                                                                    | Stade de France, Paris Schiedsrichter: Talal Chaudhry (Kanada) |
| 29. Juli 2024 20:30 Uhr | Versuche: Buleki 2. n.erh. Naimasi (2) 4. n.erh., 13. erh. Likuceva 11. n.erh. Erhöhungen: Naimasi (1/2) | (10:21) Bericht | Versuche: Lima (2) 1. erh., 8. erh. Costa 6. erh. Soares 15. erh. Erhöhungen: Kochhann (4/4) | Stade de France, Paris Schiedsrichter: Talal Chaudhry (Kanada) |

#### Spiel um Platz 11
| 30. Juli 2024 16:30 Uhr | Südafrika                                                                 | 21 : 15        | Fidschi                                                           | Stade de France, Paris Schiedsrichter: Ano Kuwai (Japan) |
| 30. Juli 2024 16:30 Uhr | Versuche: Roos (2) 1. erh., 4. erh. Mpupha 9. erh. Erhöhungen: Roos (3/3) | (14:0) Bericht | Versuche: Lomani 11. n.erh. Ditavutu 12. n.erh. Wilson 15. n.erh. | Stade de France, Paris Schiedsrichter: Ano Kuwai (Japan) |

#### Spiel um Platz 9
| 30. Juli 2024 17:00 Uhr | Japan | 38 : 7         | Brasilien                                            | Stade de France, Paris Schiedsrichter: Lavenia Racaca (Fidschi) |
| 30. Juli 2024 17:00 Uhr | Versuche: Kajiki 1. erh. Utsumi 3. erh. Ōtani 6. n.erh. Hirano 10. erh. Matsuda 13. erh. Tanaka 14. erh. Erhöhungen: Utsumi (2/3) Hirano (1/1) Nishi (1/2) | (19:0) Bericht | Versuche: Soares 16. erh. Erhöhungen: Kochhann (1/1) | Stade de France, Paris Schiedsrichter: Lavenia Racaca (Fidschi) |

### Finalrunde
|  | Viertelfinale  | Viertelfinale |               |               | Halbfinale      | Halbfinale |  |  | Finale        | Finale        |
|  |                |               |               |               |                 |            |  |  |               |               |
|  | 29. Juli 2024  |               |               |               |                 |            |  |  |               |               |
|  | Neuseeland     | 55            |               |               |                 |            |  |  |               |               |
|  | Neuseeland     | 55            | 30. Juli 2024 |               |                 |            |  |  |               |               |
|  | China          | 5             |               |               |                 |            |  |  |               |               |
|  | China          | 5             | Neuseeland    | 24            |                 |            |  |  |               |               |
|  |                |               | Neuseeland    | 24            |                 |            |  |  |               |               |
|  |                | USA           | 12            |               |                 |            |  |  |               |               |
|  | Großbritannien | USA           | 12            | 7             |                 |            |  |  |               |               |
|  | Großbritannien |               |               | 7             |                 |            |  |  |               |               |
|  | USA            | 17            |               | 30. Juli 2024 | 30. Juli 2024   |            |  |  |               |               |
|  | 29. Juli 2024  | 29. Juli 2024 | Neuseeland    | 19            |                 |            |  |  |               |               |
|  | 29. Juli 2024  | 29. Juli 2024 |               | Kanada        | 12              |            |  |  |               |               |
|  | Frankreich     | 14            |               |               |                 |            |  |  |               |               |
|  | Kanada         | 19            |               |               |                 |            |  |  |               |               |
|  | Kanada         | 19            | Kanada        | 21            |                 |            |  |  |               |               |
|  |                |               | Kanada        | 21            | Spiel um Bronze |            |  |  |               |               |
|  |                | Australien    | 12            |               |                 |            |  |  |               |               |
|  | Australien     | Australien    | 12            | 40            | USA             | 14         |  |  |               |               |
|  | Australien     | 30. Juli 2024 |               | 40            | USA             | 14         |  |  |               |               |
|  | Irland         | 7             |               | Australien    | 12              |            |  |  |               |               |
|  | Irland         | 7             |               |               | 12              |            |  |  |               |               |
|  | 29. Juli 2024  | 29. Juli 2024 |               |               |                 |            |  |  | 30. Juli 2024 | 30. Juli 2024 |

|  | Platzierungsspiele um Platz 5 bis 8 | Platzierungsspiele um Platz 5 bis 8 |                |    | Spiel um Platz 5 | Spiel um Platz 5 |
|  |                                     |                                     |                |    |                  |                  |
|  | China                               | 19                                  |                |    |                  |                  |
|  | Großbritannien                      | 15                                  |                |    |                  |                  |
|  | 30. Juli 2024                       |                                     |                |    |                  |                  |
|  |                                     |                                     | 30. Juli 2024  |    |                  |                  |
|  | China                               | 7                                   |                |    |                  |                  |
|  |                                     | Frankreich                          | 21             |    |                  |                  |
|  |                                     |                                     |                |    |                  |                  |
|  | Spiel um Platz 8                    |                                     |                |    |                  |                  |
|  | 30. Juli 2024                       | 30. Juli 2024                       | Großbritannien | 28 |                  |                  |
|  | Frankreich                          | 19                                  | Irland         | 12 |                  |                  |
|  | Irland                              | 7                                   |                |    | 29. Juli 2024    | 29. Juli 2024    |

#### Viertelfinale
| 29. Juli 2024 21:00 Uhr | Neuseeland | 55 : 5         | China                 | Stade de France, Paris Schiedsrichter: Tyler Miller (Australien) |
| 29. Juli 2024 21:00 Uhr | Versuche: Hirini (2) 1. erh., 14. erh. Felix-Hotham (2) 6. erh., 11. n.erh. Blyde (2) 7. n.erh., 8. erh. Woodman-Wickliffe 8. n.erh. Paul (2) 12. erh., 15. n.erh. Erhöhungen: Pouri-Lane (2/4) King (3/5) | (24:5) Bericht | Versuche: Dou 4. erh. | Stade de France, Paris Schiedsrichter: Tyler Miller (Australien) |

| 29. Juli 2024 21:30 Uhr | Großbritannien                                      | 7 : 17        | USA                                                                                    | Stade de France, Paris Schiedsrichter: Maggie Cogger-Orr (Neuseeland) |
| 29. Juli 2024 21:30 Uhr | Versuche: Boatman 2. erh. Erhöhungen: Thomson (1/1) | (7:5) Bericht | Versuche: Tapper 6. n.erh. Kirshe 8. erh. Sullivan 11. n.erh. Erhöhungen: Canett (1/2) | Stade de France, Paris Schiedsrichter: Maggie Cogger-Orr (Neuseeland) |

| 29. Juli 2024 22:00 Uhr | Frankreich                                               | 14 : 19       | Kanada                                                                                        | Stade de France, Paris Schiedsrichter: Kat Roche (USA) |
| 29. Juli 2024 22:00 Uhr | Versuche: Yengo 8. erh., 8. erh. Erhöhungen: Yengo (2/2) | (7:7) Bericht | Versuche: Logan (2) 4. erh., 11. erh. Daniels 14. n.erh. Erhöhungen: Daniels (1/3) Apps (1/1) | Stade de France, Paris Schiedsrichter: Kat Roche (USA) |

| 29. Juli 2024 22:30 Uhr | Australien | 40 : 7         | Irland                                             | Stade de France, Paris Schiedsrichter: Finlay Brown (Schottland) |
| 29. Juli 2024 22:30 Uhr | Versuche: M. Levi (3) 1. n.erh., 4. erh., 6. erh. Nathan 7. erh. Nasser 9. erh. Terita 14. erh. Erhöhungen: Hinds (4/5) du Toit (1/1) | (26:0) Bericht | Versuche: Flood 12. erh. Erhöhungen: Higgins (1/1) | Stade de France, Paris Schiedsrichter: Finlay Brown (Schottland) |

#### Platzierungsspiele um Platz 5 bis 8
| 30. Juli 2024 14:30 Uhr | China                                                                           | 19 : 15         | Großbritannien                                                 | Stade de France, Paris Schiedsrichter: Cisco Lopez (USA) |
| 30. Juli 2024 14:30 Uhr | Versuche: Chen 3. erh. Yang 6. erh. Hu 16. erh. Erhöhungen: Chen (1/1) Gu (1/2) | (14:10) Bericht | Versuche: Kildunne 2. n.erh. Joyce 8. n.erh. Boatman 9. n.erh. | Stade de France, Paris Schiedsrichter: Cisco Lopez (USA) |

| 30. Juli 2024 15:00 Uhr | Frankreich                                                                        | 19 : 7        | Irland                                              | Stade de France, Paris Schiedsrichter: Maggie Cogger-Orr (Neuseeland) |
| 30. Juli 2024 15:00 Uhr | Versuche: Okemba (2) 9. erh., 14. n.erh. Neisen 11. erh. Erhöhungen: Drouin (2/2) | (0:7) Bericht | Versuche: Higgins 6. erh. Erhöhungen: Higgins (1/1) | Stade de France, Paris Schiedsrichter: Maggie Cogger-Orr (Neuseeland) |

#### Spiel um Platz 7
| 30. Juli 2024 18:00 Uhr | Großbritannien | 28 : 12        | Irland                                                           | Stade de France, Paris Schiedsrichter: Tyler Miller (Australien) |
| 30. Juli 2024 18:00 Uhr | Versuche: Jones (2) 2. erh., 9. erh. Shekells 7. erh. Cowell 9. erh. Erhöhungen: Jones (1/1) Uren (2/2) Norman-Bell (1/1) | (21:5) Bericht | Versuche: Burns 5. n.erh. Boles 14. erh. Erhöhungen: Flood (1/1) | Stade de France, Paris Schiedsrichter: Tyler Miller (Australien) |

#### Spiel um Platz 5
| 30. Juli 2024 18:30 Uhr | China                                        | 7 : 21        | Frankreich                                                                               | Stade de France, Paris Schiedsrichter: Maria Latos (Deutschland) |
| 30. Juli 2024 18:30 Uhr | Versuche: Liu 11. erh. Erhöhungen: Dou (1/1) | (0:7) Bericht | Versuche: Yengo 5. erh. Noel 9. erh. Pelle 12. erh. Erhöhungen: Yengo (1/1) Drouin (2/2) | Stade de France, Paris Schiedsrichter: Maria Latos (Deutschland) |

#### Halbfinale
| 30. Juli 2024 15:30 Uhr | Neuseeland | 24 : 12       | USA                                                                | Stade de France, Paris Schiedsrichter: Craig Chan (Hongkong) |
| 30. Juli 2024 15:30 Uhr | Versuche: Waaka (2) 5. erh., 8. n.erh. Blyde (2) 11. erh., 13. n.erh. Erhöhungen: Pouri-Lane (1/1) King (1/3) | (7:5) Bericht | Versuche: Kelter 3. n.erh. Kirshe 15. erh. Erhöhungen: Olsen (1/1) | Stade de France, Paris Schiedsrichter: Craig Chan (Hongkong) |

| 30. Juli 2024 16:00 Uhr | Kanada                                                                                    | 21 : 12        | Australien                                                       | Stade de France, Paris Schiedsrichter: George Selwood (England) |
| 30. Juli 2024 16:00 Uhr | Versuche: Williams 8. erh. Hogan-Rochester 10. erh. Logan 13. erh. Erhöhungen: Apps (3/3) | (7:12) Bericht | Versuche: M. Levi 1. erh. Paki 4. n.erh. Erhöhungen: Hinds (1/2) | Stade de France, Paris Schiedsrichter: George Selwood (England) |

#### Spiel um Bronze
| 30. Juli 2024 19:00 Uhr | USA                                                                              | 14 : 12       | Australien                                                        | Stade de France, Paris Schiedsrichter: Craig Chan (Hongkong) |
| 30. Juli 2024 19:00 Uhr | Versuche: Kelter 6. erh. Sedrick 15. erh. Erhöhungen: Kelter (1/1) Sedrick (1/1) | (7:7) Bericht | Versuche: M. Levi (2) 2. erh., 13. n.erh. Erhöhungen: Hinds (1/2) | Stade de France, Paris Schiedsrichter: Craig Chan (Hongkong) |

#### Finale
| 30. Juli 2024 19:45 Uhr | Neuseeland                                                                                           | 19 : 12        | Kanada                                                                 | Stade de France, Paris Schiedsrichter: Kat Roche (USA) |
| 30. Juli 2024 19:45 Uhr | Versuche: Pouri-Lane 2. erh. Blyde 8. erh. Waaka 13. n.erh. Erhöhungen: Pouri-Lane (1/1) Blyde (1/1) | (7:12) Bericht | Versuche: Daniels 7. erh. Corrigan 8. n.erh. Erhöhungen: Daniels (1/2) | Stade de France, Paris Schiedsrichter: Kat Roche (USA) |

### Abschlussplatzierungen
| Rang | Mannschaft     |
| ---- | -------------- |
|      | Neuseeland     |
|      | Kanada         |
|      | USA            |
| 4    | Australien     |
| 5    | Frankreich     |
| 6    | China          |
| 7    | Großbritannien |
| 8    | Irland         |
| 9    | Japan          |
| 10   | Brasilien      |
| 11   | Südafrika      |
| 12   | Fidschi        |

### Medaillengewinnerinnen
| Gold Neuseeland | Michaela Blyde, Jazmin Felix-Hotham, Theresa Fitzpatrick, Sarah Hirini, Tyla King, Jorja Miller, Manaia Nuku, Mahina Paul, Risi Pouri-Lane, Alena Saili, Stacey Waaka, Portia Woodman-Wickliffe Trainer: Cory Sweeney           |
| Silber Kanada   | Olivia Apps, Fancy Bermudez, Alysha Corrigan, Caroline Crossley, Chloe Daniels, Asia Hogan-Rochester, Piper Logan, Carissa Norsten, Krissy Scurfield, Florence Symonds, Keyara Wardley, Charity Williams Trainer: Jack Hanratty |
| Bronze USA      | Kayla Canett, Lauren Doyle, Alev Kelter, Kristi Kirshe, Sarah Levy, Ilona Maher, Alena Olsen, Ariana Ramsey, Stephanie Rovetti, Spiff Sedrick, Sammy Sullivan, Naya Tapper Trainerin: Emilie Bydwell                            |